# Aleksandrs Cauņa
Aleksandrs Cauņa (Daugavpils, Letonia, 19 de enero de 1988) es un exfutbolista letón que jugaba de centrocampista.

## Trayectoria
El 28 de diciembre de 2018 fichó por el FK Jelgava como segundo entrenador, aunque al mismo tiempo no descartaba seguir jugando a fútbol. Con este equipo disputó un par de minutos en noviembre de 2020 ante el Spartaks Jūrmala.
En febrero de 2024 se incorporó al cuerpo técnico de Paolo Nicolato en la selección de Letonia.

## Selección nacional
Fue internacional con la selección de fútbol de Letonia en 45 ocasiones en las que anotó 12 goles.

## Clubes
| Club                   | País       | Año       |
| ---------------------- | ---------- | --------- |
| Olimps Riga            | Letonia    | 2006      |
| Skonto Riga            | Letonia    | 2006-2011 |
| Watford F. C. (cedido) | Inglaterra | 2009      |
| PFC CSKA Moscú         | Rusia      | 2011-2017 |
| FK RFS                 | Letonia    | 2017-2018 |
| FK Jelgava             | Letonia    | 2020      |

## Palmarés

### Campeonatos nacionales
| Título                | Club           | País    | Año     |
| --------------------- | -------------- | ------- | ------- |
| Virsliga              | Skonto Riga    | Letonia | 2010    |
| Copa de Rusia         | PFC CSKA Moscú | Rusia   | 2011    |
| Liga Premier de Rusia | PFC CSKA Moscú | Rusia   | 2012-13 |
| Copa de Rusia         | PFC CSKA Moscú | Rusia   | 2012-13 |
| Supercopa de Rusia    | PFC CSKA Moscú | Rusia   | 2013    |
| Liga Premier de Rusia | PFC CSKA Moscú | Rusia   | 2013-14 |
| Liga Premier de Rusia | PFC CSKA Moscú | Rusia   | 2015-16 |